# Ladies versus Butlers!
Ladies versus Butlers! (jap. れでぃ×ばと!, Redi×Bato!) ist ein Franchise von Medien, das auf der gleichnamigen Light-Novel-Reihe von Tsukasa Kōzuki beruht. Diese wurde von September 2006 bis März 2012 in Japan durch ASCII Media Works unter dem Label Dengeki Bunko vermarktet und wurde in diversen anderen Medien adaptiert, zu denen Hörspiele, Mangas und eine Anime-Fernsehserie gehören.

## Handlung
Im Mittelpunkt der Handlung steht der Schüler Hino Akiharu. Noch als Grundschüler verlor er seine Eltern und wurde daraufhin von seinem Onkel großgezogen. Als er davon hört, dass eine Eliteschule, die Hakureiryō Gakuin, eröffnet wurde, beschließt er, sich der Aufnahmeprüfung zu unterziehen und hat Erfolg. So wird er in den Hausverwaltungszweig der Schule aufgenommen, in dem die Schüler zu Dienstmädchen und Butler ausgebildet werden, während die weibliche „Elite“ erlernt, sich wie zukünftige Hausherrinnen zu verhalten.
Doch gleich am ersten Tag läuft er der sehr eitlen und schnell zu verärgernden Sernia Iori Flameheart über den Weg. Bei dem Versuch, sie und ihre Art zu ignorieren, kommt es schnell zu einem Streit, an dessen Ende beide hinfallen und sich Sernia als Opfer eines plumpen Annäherungsversuch sieht. Daraufhin jagt sie Hino quer durch die Schule und er stößt ungewollt mit vielen anderen Mädchen zusammen, die sich von ihm ebenfalls belästigt fühlen. Letztlich trifft er auf Tomomi Saikyo, die ihn bei seinem Besuch in Empfang nehmen sollte. Sie schützt ihn vor seinen Verfolgerinnen. Gleichzeitig muss Hino jedoch feststellen, dass es die Tomomi Suzuhashi aus seiner Grundschule ist, die er als durchgehend böses Mädchen in Erinnerung hat und es (scheinbar) auch noch immer ist. Der Nachname des Mädchens änderte sich, weil ihre Mutter einen anderen Mann geheiratet hat.
Im weiteren Verlauf wird ein schon Ewigkeiten andauernder „Kampf“ zwischen Sernia und Tomomi aufgezeigt, bei dem beiden nahezu jedes Mittel recht ist. Dabei gerät insbesondere Sernia immer wieder in unangenehm peinliche Situationen, was meist zum Leidwesen von Hino endet. So lernt Hino nach und nach immer mehr Mädchen aus der Schule kennen und es gelingt ihm seinen schlechten Ruf, den er sich am ersten Tag eingefangen hatte, nach und nach abzulegen.

## Entstehung und Veröffentlichungen
Die Light-Novel-Reihe Ladies versus Butlers! wird von Tsukasa Kōzuki geschrieben und verwendet Illustrationen von Munyū. Die für ein männliches Publikum geschriebene Buchreihe wird seit dem 10. September 2006 von ASCII Media Works unter dem Label Dengeki Bunko veröffentlicht. Insgesamt wurden 13 Ausgaben zu je etwa 250 Seiten veröffentlicht:
1. ISBN 4-8402-3559-7, 10. September 2006
2. ISBN 978-4-8402-3687-4, 10. Januar 2007
3. ISBN 978-4-8402-3841-0, 10. Mai 2007
4. ISBN 978-4-8402-3941-7, 10. August 2007
5. ISBN 978-4-8402-4121-2, 10. Dezember 2007
6. ISBN 978-4-04-867017-3, 10. April 2008
7. ISBN 978-4-04-867216-0, 10. September 2008
8. ISBN 978-4-04-867765-3, 10. April 2009
9. ISBN 978-4-04-868011-0, 10. September 2009
10. ISBN 978-4-04-868274-9, 10. Januar 2010
11. ISBN 978-4-04-868394-4, 10. März 2010
12. ISBN 978-4-04-870489-2, 10. Mai 2011
13. ISBN 978-4-04-886372-8, 10. März 2012

## Adaptionen

### Manga
Aufbauend auf der Handlung der Buchreihe zeichnete Nekoyashiki-Nekomaru einen Manga, der vom 26. April 2008 (Ausgabe 6/2008) bis 25. Oktober 2008 (Ausgabe 12/2008) innerhalb des Magazins Dengeki Moeoh veröffentlicht wurde. Die Kapitel wurden am 18. Dezember 2009 auch in einem Sammelband (Tankōbon; ISBN 978-4-04-868296-1) zusammengefasst. Wie auch die Buchreihe wird sowohl das Magazin als auch Publikation als Tankōbon von ASCII Media Works verlegt.

### Hörspiel
Ein etwa eine Stunde langes Hörspiel wurde am 8. September 2009 veröffentlicht. Wie auch die Internetradiosendung diente das Hörspiel hauptsächlich um bereits im Vorfeld Werbung für die Anime-Fernsehserie zu betreiben. So enthielt diese neben dem eigentlichen Hörspiel diverse Extras, welche die Charaktere der Serie beschrieben. Auf der CD selbst waren drei Geschichten enthalten, wovon die erste und dritte der Buchreihe entnommen wurden. Die Sprecher des Hörspiels sind mit denen der Anime-Fernsehserie identisch.

### Internetradiosendung
Eine ebenfalls den Anime und die anderen Medien bewerbende Internetradiosendung Mai to Mariya Radio versus Butlers! (麻衣と茉莉也のらじ×ばと!, Mai to Mariya no Raji×Bato!) begann am 28. September 2009 und wird von der offiziellen Website des Animes betrieben. Wie der Titel bereits andeutet, wird die Sendung von Mai Goto und Mariya Ise moderiert, die im Anime die Rollen von Pina Sufolmuclan Estoh und Kaede Tenjōji übernahmen. Die Erkennungsmusik der Sendung ist der Titel Arashi o Yobu Party Nau (嵐を呼ぶパーティなう?), der ebenfalls von den beiden Seiyū gesungen wurde.

### Anime
Eine Umsetzung als Anime-Fernsehserie wurde vom Studio Xebec unter der Regie von Atsushi Ōtsuki produziert. Die Serie wird seit dem 5. Januar 2010 auf dem japanischen Sender AT-X übertragen. Bereits am 29. Dezember 2009 zeigte AT-X ein Special zu der Serie.

#### Synchronisation
| Rolle                  | Japanische Sprecher (Seiyū) |
| ---------------------- | --------------------------- |
| Akiharu Hino           | Kazuyuki Okitsu             |
| Tomomi Saikyo          | Ayako Kawasumi              |
| Sernia Iori Flameheart | Mai Nakahara                |
| Sanae Shikikagami      | Ami Koshimizu               |
| Kaoru Daichi           | Rie Kugimiya                |
| Pina Sformklan Estor   | Mai Gotō                    |
| Mimina Ousawa          | Rina Hidaka                 |